# Parc Montsouris

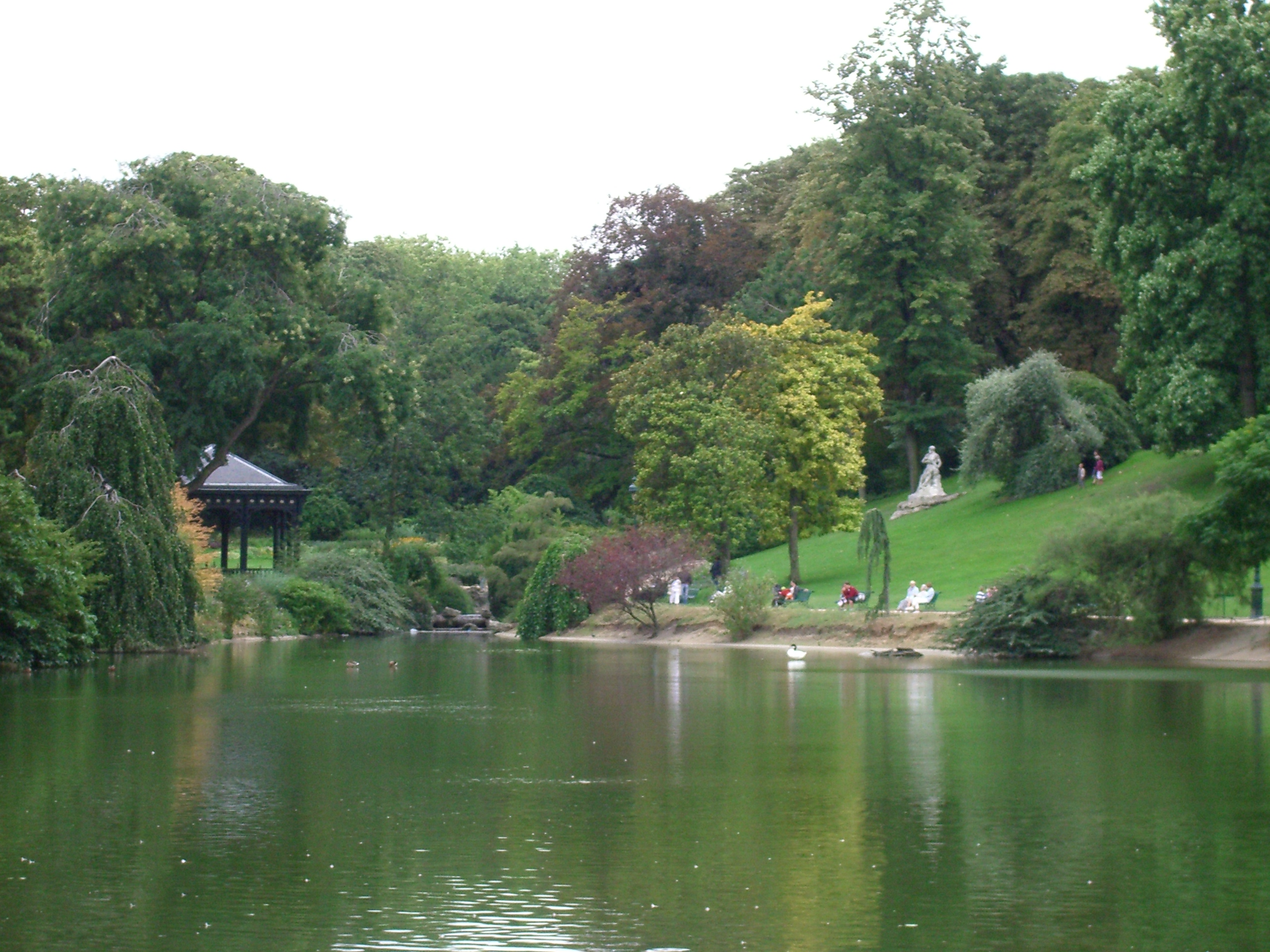
Parc Montsouris

Parc Montsouris is een Frans park. Het is 15 hectare groot en bevindt zich in het zuiden van Parijs, in het 14e arrondissement. Het park is in de 19e eeuw aangelegd in de Engelse landschapsstijl die destijds in de mode was. In het park is een weerstation gevestigd.
Tot de aanleg werd besloten tijdens het Tweede Franse Keizerrijk, als onderdeel van een plan om voor de Parijzenaren meer groene gebieden te scheppen. Georges-Eugène Haussmann gaf de opdracht in 1860 aan Jean-Charles Alphand. In 1867 werd met de aanleg begonnen, en in 1869 werd het park geopend, hoewel het pas in 1878 werd voltooid. Op de dag van de opening liep het door een aquaduct gevoede kunstmatig meertje leeg, waarna volgens een legende de verantwoordelijke ingenieur zelfmoord zou hebben gepleegd.

Parc Montsouris